# Deudorix galathea
Deudorix galathea is een vlinder uit de familie van de Lycaenidae. De wetenschappelijke naam van de soort is voor het eerst geldig gepubliceerd in 1821 door Swainson.